# Capela Carlos Alberto
A Capela de Carlos Alberto é um cenotáfio que, alguns anos após a sua construção, foi envolvido pelos Jardins do Palácio de Cristal, na cidade do Porto. É considerado o maior cenotáfio romântico em Portugal.
A capela foi construída por iniciativa da princesa Augusta de Montléart, em memória do seu meio-irmão, o Rei do Piemonte-Sardenha, Carlos Alberto.

## História

### Carlos Alberto de Sabóia-Carignanoe o Porto
Carlos Alberto é geralmente considerado como o pai da unificação da Itália, país que se formou somente depois da sua morte, a partir de várias entidades políticas, algumas das quais mais ou menos controladas pelo Império Austríaco. Carlos Alberto quis unificar sob o seu ceptro toda a Itália, mas teve de abdicar do trono da Sardenha-Piemonte, exilando-se no Porto em 1849, depois de ter sido derrotado pelos austríacos na Batalha de Novara.
Ao chegar ao Porto, o monarca hospedou-se na Hospedaria do Peixe, a funcionar no Palacete dos Viscondes de Balsemão, na então Praça dos Ferradores - hoje Praça Carlos Alberto, em memória da sua passagem pela referida hospedaria. Ali ficou, enquanto não lhe era disponibilizado um local para residir. Acabou mais tarde por se mudar para a Quinta da Macieirinha, (posterior Museu Romântico). Ali morreu em 1849. O seu corpo foi trasladado para Turim, em Itália. Alguns anos depois, a meia-irmã Augusta de Montléart mandou construir este cenotáfio em sua memória, junto à dita quinta. As obras duraram perto de seis anos. No interior foram colocadas três esculturas, adquiridas em Paris.
A primeira missa nesta capela-cenotáfio foi celebrada em 25 de Dezembro de 1861. A capela foi depois propriedade da Casa de Bragança, e isto até 1950, quando foi doada à Câmara do Porto pela rainha no exílio Dona Amélia.
Em época recente a capela passou a albergar os serviços religiosos da Paróquia da Santíssima Trindade da Igreja Luterana de Portugal, embora continue a ser propriedade do Município do Porto.